# Municipio de Columbia (condado de Tama)
El municipio de Columbia (en inglés: Columbia Township) es un municipio ubicado en el condado de Tama en el estado estadounidense de Iowa. En el año 2010 tenía una población de 336 habitantes y una densidad poblacional de 3,6 personas por km².

## Geografía
El municipio de Columbia se encuentra ubicado en las coordenadas 41°54′48″N 92°35′34″O / 41.91333, -92.59278. Según la Oficina del Censo de los Estados Unidos, el municipio tiene una superficie total de 93.37 km², de la cual 93,32 km² corresponden a tierra firme y (0,06 %) 0,05 km² es agua.

## Demografía
Según el censo de 2010, había 336 personas residiendo en el municipio de Columbia. La densidad de población era de 3,6 hab./km². De los 336 habitantes, el municipio de Columbia estaba compuesto por el 97,92 % blancos, el 0,6 % eran amerindios y el 1,49 % eran de una mezcla de razas. Del total de la población el 2,68 % eran hispanos o latinos de cualquier raza.